# Ramón Álvarez Palomo
Ramón Álvarez Palomo (Gijón, 7 de març de 1913 -14 de novembre de 2003) fou un anarcosindicalista asturià. Membre d'una família de cinc germans, el seu pare militava a la CNT i estudià a l'escola racionalista d'Eleuterio Quintanilla Prieto. Començà a treballar a una farmàcia i a un forn i el 1928 ingressà a la CNT, on va fer amistat amb Segundo Blanco i Avelino González Mallada. El 1931 fou escollit secretari de la secció de forners de Gijón i el juliol de 1933 secretari general de la CNT d'Astúries, Lleó i Palència. Fou un dels dirigents asturians de la insurrecció anarquista de gener de 1933 i fou tancat a la presó, on va fer amistat amb Buenaventura Durruti, Cipriano Mera i Isaac Puente Amestoy. Amnistiat per Alejandro Lerroux l'abril de 1934, fou secretari del Comitè Revolucionari de Gijón durant la Revolució d'Astúries de 1934. Quan la revolta fou aixafada fugí per les muntanyes fins que el març de 1935 aconsegueix arribar a França, on va romandre fins que fou amnistiat arran la victòria del Front Popular a les eleccions generals espanyoles de 1936.
En produir-se el cop d'estat del 18 de juliol de 1936 fou membre del Comitè de Guerra de Gijón, i conseller de pesca i representant de la Federació Anarquista Ibèrica en el Consell Sobirà d'Astúries i Lleó. Després de la caiguda d'Astúries en mans de les tropes nacionals el 1937 fugí a Catalunya, on fou secretari de Segundo Blanco quan fou nomenat ministre d'Instrucció Pública en el primer govern de Negrín.
En acabar la guerra civil espanyola fugí a França i s'establí a París, on al cap de poc va morir la seva primera esposa, Carmen Cadavieco. Quan les tropes de la Wehrmacht ocuparen París el 1940 va fugir cap a Orleans i d'ací a Chartres, on el 1942 aconsegueix aplegar uns 500 militants de la CNT exiliats i manté contactes amb la Resistència francesa.
El 1945 participa en el Congrés de la CNT de Tolosa de Llenguadoc, on reestructura el Comitè Regional d'Astúries de la CNT. Alhora encapçala el sector possibilista o col·laboracionista (partidari de col·laborar amb els governs de la Segona República Espanyola en l'exili davant el sector ortodox o apolític de Germinal Esgleas Jaume i Federica Montseny. Finalment es consuma l'escissió i serà Secretari General de la CNT del sector escindit fins al I Ple de Regionals celebrat a Tolosa de Llenguadoc el desembre de 1947.
El 1949 es trasllada a París, on va romandre fins que tornà definitivament a Astúries el 1976, després d'una petita estada el 1972. A finals dels anys 1960 va fundar juntament amb líders de la UGT el Fons Unificat de Solidaritat Obrera per tal d'ajudar els obrers empresonats o acomiadats. Un cop retornat participà en els diferents congressos de la CNT i el 1978 fou escollit secretari regional d'Astúries de la CNT, dirigint també la revista Acción Libertaria fins a 1994.
Amb el temps, però, s'oposaria a l'ortodòxia dels dirigents nacionals de la CNT com José Luís García Rúa en defensar la participació dels anarcosindicalistes en la negociació col·lectiva i les eleccions sindicals als comitès d'empresa. Això el portà a trencar amb la CNT i aproximar-se a la Confederació General del Treball (CGT), de la que en fou un dels fundadors el 1989.

## Obres
- Eleuterio Quintanilla (vida y obra del maestro) (1973)
- Avelino González Mallada, alcalde anarquista (1986)
- José María Martínez. Símbolo ejemplar del obrerismo militante (1990)
- Historia negra de una crisis libertaria (1982)
- Rebelión militar y revolución en Asturias. Un protagonista libertario. (1995)